# Bambusicola fytchii
La bambusícola montana (Bambusicola fytchii) es una especie de ave galliforme de la familia Phasianidae. Está ampliamente distribuida en Asia, encontrándose en Bangladés, China, India, Laos, Birmania, Tailandia y Vietnam.

## Subespecies
Se han descrito las siguientes subespecies:
- Bambusicola fytchii hopkinsoni
- Bambusicola fytchii fytchii